# HaFraBa

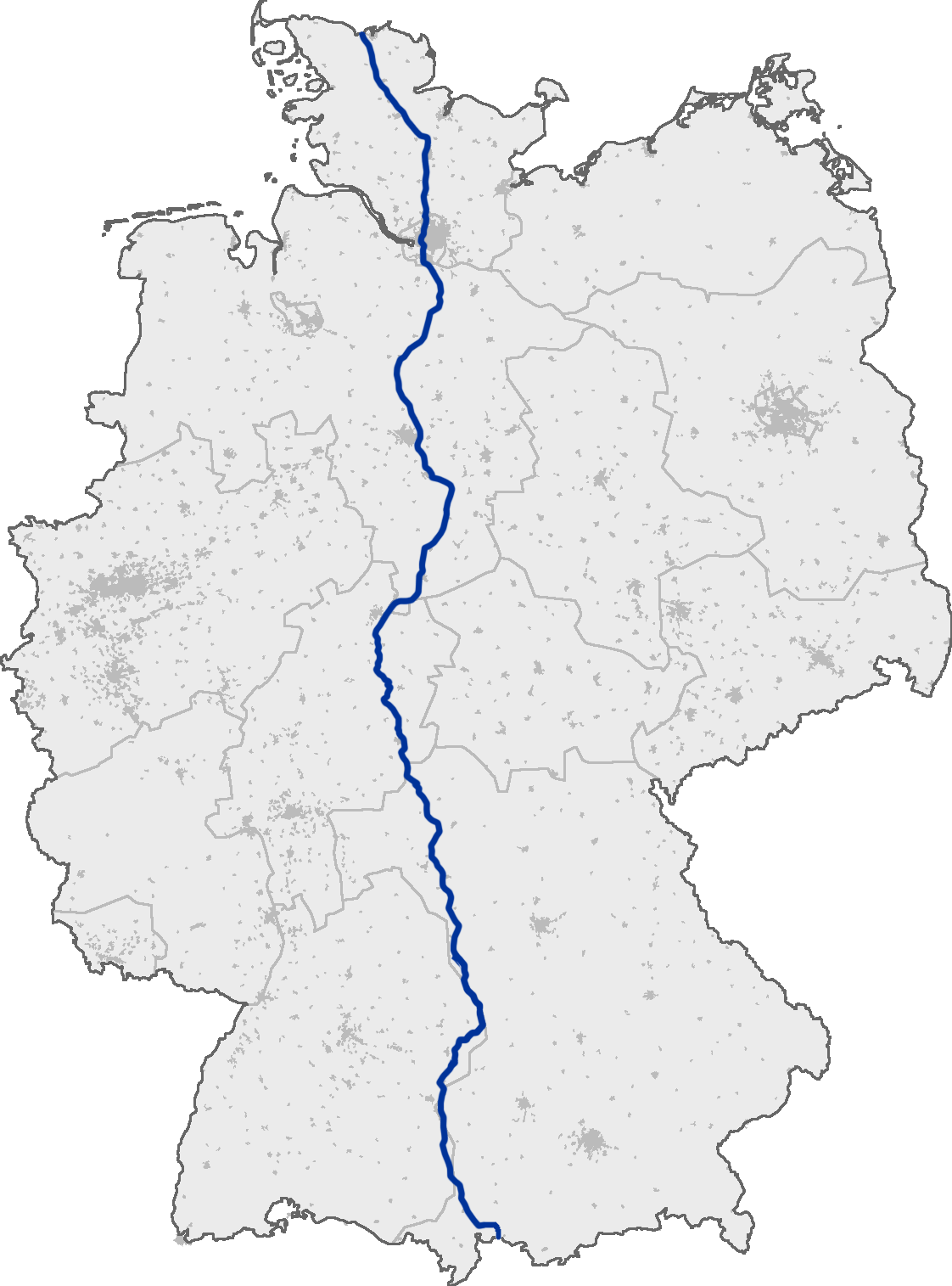
Mapa da A 7 na Alemanha

HaFraBa e. V., acrônimo de Verein zur Vorbereitung der Autostraße Hansestädte–Frankfurt–Basel (em português: "Associação para a Preparação da Rodovia Cidades Hanseáticas-Frankfurt-Basileia"), foi um dos primeiros grandes projetos para construção das autoestradas na Alemanha.
A associação foi fundada em 6 de novembro de 1926 por Robert Otzen com o nome de Verein zum Bau einer Straße für den Kraftwagen-Schnellverkehr von Hamburg über Frankfurt a.M. nach Basel (em português: "Associação para a Construção de Estradas para Tráfego Rápido de Automóveis de Hamburgo via Frankfurt am Main para a Basileia"). O projeto era composto de uma autoestrada que ligava as cidades de Hamburgo para Hanôver e Frankfurt am Main a partir da Basileia (e da Basileia para Gênova, na Itália). A via traçada inicialmente quase corresponde à atual A 5 e à parte norte da A 7.

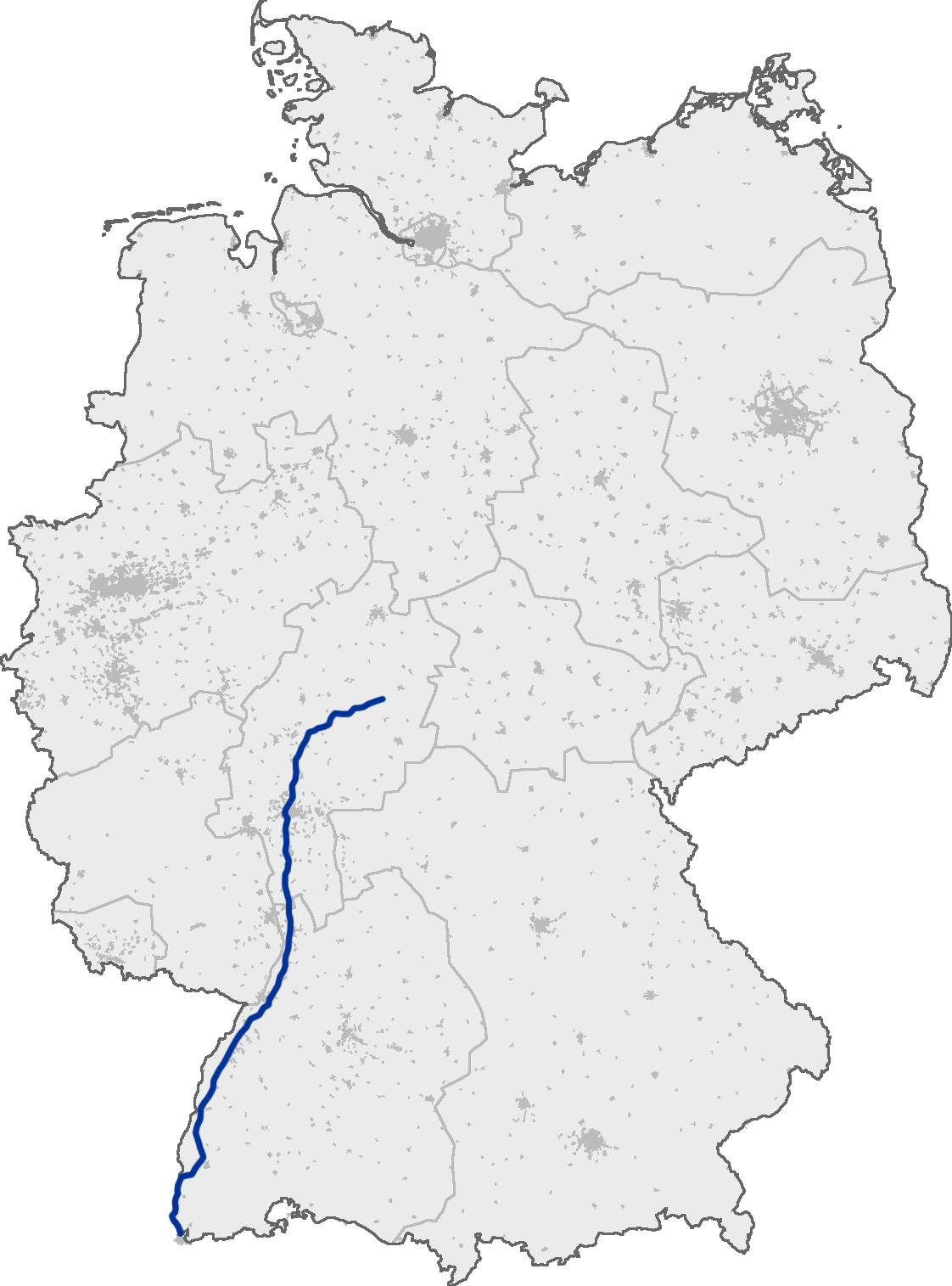
Mapa da A 5 na Alemanha

Em 31 de maio de 1928, a associação foi rebatizada para incluir as cidades hanseáticas de Bremen e Lübeck para o planejamento. Pelo fato de os nomes das cidades hanseáticas e de Hamburgo terem as mesmas iniciais, a abreviatura HaFraBa pôde ser mantida.
Em 1930, para cada cidade, foram apresentados os planejamentos detalhados do projeto Hafraba intitulados de Städte an den Hafrabastraßen (em português: "Cidades nas estradas da Hafraba"), por J. F. Amberger, de Heidelberg, Adolf Elsaesser, diretor de planejamento urbano de Mannheim, Dr. Theodor Krebs, de Darmstadt, Maurer, de Mainz, Dr. Rehorn, chefe de tráfego de Kassel, e Carl Thalenhorst, senador das autoridades de construção de Bremen, no jornal Hafraba-Mitteilungsblatt.
Pelo fato de os organismos públicos não verem necessidade deste projeto, um sistema de pedágio foi planejado para fornecer o financiamento. Os cálculos resultaram nos seguintes preços:
- Um carro, incluindo o motorista: 3 pfennigs por quilômetro;
- Cada pessoa adicional: 1 pfennig por quilômetro;
- Um caminhão: 2 pfennigs por quilômetro;
- Com reboque: 0,5 pfennig por tonelada e por quilômetro.

A princípio, o projeto havia sido rejeitado pelos nazistas. Após Adolf Hitler assumir o controle, os planejamentos foram parcialmente adotados. Nessa época, o nome da associação foi alterado para Gesellschaft zur Vorbereitung der Reichsautobahnen (em português: "Sociedade para a Preparação das Autobahnen do Terceiro Reich").